# Hellade d'Auxerre
Saint Hellade ou  Elade, en latin Elladius, est un évêque d'Auxerre au IVe siècle. Il est fêté le 8 mai. Son attribut est la palme du martyr.

## Biographie
Hellade reçoit le siège épiscopal d'Auxerre à la suite de saint Valérien d'Auxerre. Il convertit de nombreuses personnes par sa foi, l'exemplarité de sa vie et ses prédications. 
Il élève Amateur d'Auxerre au rang de diacre. 
Marmert, un païen d'Auxerre, raconte à Germain d'Auxerre la vision qu'il a eue sur le Mont Artre où il vit sur cet emplacement les cinq premiers saints évêques d'Auxerre : Pèlerin d'Auxerre, Marcellien d'Auxerre, Valérien d'Auxerre, Hellade, et Amateur d'Auxerre, concélébrer une « messe fantôme »,  à l'aube à l'heure où les fantômes retournent dans leur tombe.
Il meurt après vingt-trois ans d'épiscopat et est inhumé auprès de ses prédécesseurs sur le Mont-Artre, dans un faubourg d'Auxerre. Il figure au martyrologe romain.